# Таиланд на зимних Олимпийских играх 2014
Таиланд принимал участие в зимних Олимпийских играх 2014, которые прошли в Сочи, Россия с 7 по 23 февраля 2014 года. Сборная была представлена двумя горнолыжниками — мужчиной и женщиной. В женской сборной Таиланд представляла всемирно известная скрипачка Ванесса Мэй (Ванакорн), прошедшая квалификационный отбор на Олимпиаду.

## Состав и результаты

### Горнолыжный спорт
Спортсменов — 2
Мужчины
| Соревнование      | Спортсмены        | 1 спуск | 1 спуск | 2 спуск | 2 спуск | Всего   | Место |
| Соревнование      | Спортсмены        | Время   | Место   | Время   | Место   | Всего   | Место |
| ----------------- | ----------------- | ------- | ------- | ------- | ------- | ------- | ----- |
| Гигантский слалом | Канес Сучаритакул | 1:37,82 | 73      | 1:37,24 | 65      | 3:15,06 | 65    |
| Слалом            | Канес Сучаритакул | DNF     | DNF     | –       | –       | –       | DNF   |

Женщины
| Соревнование      | Спортсмены       | 1 спуск | 1 спуск | 2 спуск | 2 спуск | Всего   | Место |
| Соревнование      | Спортсмены       | Время   | Место   | Время   | Место   | Всего   | Место |
| ----------------- | ---------------- | ------- | ------- | ------- | ------- | ------- | ----- |
| Гигантский слалом | Ванесса Ванакорн | 1:44,86 | 74      | 1:42,11 | 67      | 3:26,97 | 67    |